# Recebedores da Cruz de Cavaleiro da Cruz de Ferro: Ka-Km
A Cruz de Cavaleiro da Cruz de Ferro (em alemão:  Ritterkreuz des Eisernen Kreuzes) foi a maior condecoração militar concedida pela Alemanha Nazi durante a Segunda Guerra Mundial. Era concedida a militares de todas as patentes, deste um soldado até um Marechal de Campo e por diversos motivos que incluíam os atos de bravura de um soldado em batalha, um piloto de caça por ter abatido um número significativo de aeronaves inimigas e o hábil comando das tropas durante a batalha. Os condecorados eram enaltecidos pela propaganda alemã, tendo eles recebido grande atenção por parte da publicidade. Eram vendidos, por exemplo, porta retratos com as fotos dos últimos condecorados. Eles ainda eram convidados a discursar aos trabalhadores das fábricas envolvidas no esforço de guerra.
Desde a sua primeira condecoração concedida no dia 30 de setembro de 1939, até a sua última condecoração no dia 17 de junho de 1945, ela foi entregue a 7321 soldados. O número de condecorados é baseado na análise da comissão dos Recebedores da Cruz de Cavaleiro (AKCR). Foi concedida para os três ramos da Wehrmacht: Heer (exército terrestre alemão), Luftwaffe (força aérea) e Kriegsmarine (marinha) além da Waffen-SS, Reichsarbeitsdienst (serviço de trabalho do Reich) e Volkssturm (milícia nacional). Além dos soldados alemães, a condecoração também foi concedida para 43 estrangeiros, aliados do Terceiro Reich.
Walther-Peer Fellgiebel, que foi o ex-presidente e chefe da comissão de ordem do AKCR, escreveu um livro no ano de 1986 onde listou os condecorados com a Cruz de Cavaleiro, intitulado: Die Träger des Ritterkreuzes des Eisernen Kreuzes 1939–1945 — Die Inhaber der höchsten Auszeichnung des Zweiten Weltkrieges aller Wehrmachtsteile — Os portadores da Cruz de Cavaleiro da Cruz de Ferro 1939-1945 - Os proprietários do maior prêmio da Segunda Guerra Mundial de todos os ramos da Wehrmacht. Lançou a segunda edição de seu livro no ano de 1996, onde retirou 11 condecorados da lista original. Já o autor e historiador Veit Scherzer lançou tem dúvida sobre a condecoração de 193 dos listados, a maioria destes condecorados no ano de 1945, quando os acontecimentos dos últimos dias do Terceiro Reich deixaram um número de indicações incompletas e até várias fases do processo de aprovação estavam incompletas. O livro escrito por Scherzer foi em cooperação com o Arquivo Federal da Alemanha. Este livro foi escolhido pelo professor Dr. Franz W. Seidler para a Universidade da Bundeswehr de Munique e Deutsche Dienststelle (WASt), sendo considerado como uma referência aceita nestes dois lugares.

## Criação
A Cruz de Cavaleiro da Cruz de Ferro e seus graus mais altos foram baseados em quatro diferentes decretos. O primeiro decreto Reichsgesetzblatt I S. 1573 de 1 de setembro de 1939 instituiu a Cruz de Ferro (Eisernes Kreuz) e Cruz de Cavaleiro da Cruz de Ferro e a Grande Cruz da Cruz de Ferro (Großkreuz des Eisernen Kreuzes). O segundo artigo do decreto especifica que para ser condecorado com uma classe superior deveria ser primeiramente condecorado com todas as classe precedentes. Com o progresso da guerra, alguns do condecorados foram se destacando, sendo necessária um novo grau da condecoração, sendo então instituído no dia 3 de junho de 1940 o decreto Reichsgesetzblatt I S. 849 que criou a Cruz de Cavaleiro da Cruz de Ferro com Folhas de Carvalho.
Foram criados no dia 28 de setembro de 1941 dois graus da Cruz de Cavaleiro com o decreto Reichsgesetzblatt I S. 613, a Cruz de Cavaleiro da Cruz de Ferro com Folhas de Carvalho e Espadas Ritterkreuz des Eisernen Kreuzes mit Eichenlaub und Schwertern e a Cruz de Cavaleiro da Cruz de Ferro com Folhas de Carvalho, Espadas e Diamantes Ritterkreuz des Eisernen Kreuzes mit Eichenlaub, Schwertern und Brillanten. No final de 1944 o último grau da Cruz de Cavaleiro, a Cruz de Cavaleiro da Cruz de Ferro com Folhas de Carvalho Douradas, Espadas e Diamantes Ritterkreuz des Eisernen Kreuzes mit goldenem Eichenlaub, Schwertern und Brillanten a condecoração foi criada com o decreto Reichsgesetzblatt 1945 I S. 11 de 29 de dezembro de 1944.

## Condecorados
Aqui estão listados 289 condecorados com a Cruz de Cavaleiro da Cruz de Ferro da Wehrmacht e Waffen-SS, cujos sobrenomes se iniciam com a letra "Ka" até "Km", estando ordenados em ordem alfabética pelo sobrenome. Destes, 36 foram mais tarde condecorados com a Cruz de Cavaleiro da Cruz de Ferro com Folhas de Carvalho, cinco com a Cruz de Cavaleiro da Cruz de Ferro com Folhas de Carvalho e Espadas e um com a Cruz de Cavaleiro da Cruz de Ferro com Folhas de Carvalho, Espadas e diamantes; 20 condecorações foram feitas de maneiro póstuma. Foram condecorados 192 membros do Heer, 62 da Luftwaffe, 15 da Kriegsmarine e 20 da Waffen-SS.
| Nome                                | Serviço      | Patente                                                      | Ocupação e unidade                                                                                                | Data de condecoração     | Notas | Imagem |
| ----------------------------------- | ------------ | ------------------------------------------------------------ | --- | ------------------------ | --- | --- |
| Georg Kachel                        | Heer         | Hauptmann                                                    | Comandante do I./Grenadier-Regiment 670                                                                           | 4 de maio de 1944        | — | — |
| Wolfgang Kaden                      | Kriegsmarine | Kapitänleutnant da reserva                                   | Comandante do U-Jäger UJ-116                                                                                      | 18 de dezembro de 1940   | — | — |
| Herbert Kadenbach                   | Heer         | Feldwebel                                                    | Líder de pelotão no 12./Jäger-Regiment 28                                                                         | 16 de setembro de 1942   | — | — |
| Hellmut Kaeber                      | Luftwaffe    | Oberleutnant                                                 | Staffelkapitän do 1.(N)/Aufklärungs-Gruppe 13                                                                     | 28 de janeiro de 1945    | — | — |
| Walter Käding                       | Kriegsmarine | Obersteuermann                                               | 3º oficial de observação e timoneiro do U-123                                                                     | 15 de maio de 1944       | — | — |
| Otto Kähler+                        | Kriegsmarine | Kapitän zur See                                              | Comandante do Hilfskreuzer "Thor" (HSK 4)                                                                         | 22 de dezembro de 1940   | 583. Folhas de Carvalho 15 de setembro de 1944                                                                   | — |
| Edgar-Karl Kaehne                   | Heer         | Hauptmann                                                    | Comandante do I./Infanterie-Regiment 135                                                                          | 2 de fevereiro de 1942   | — | — |
| Hans Källner+                       | Heer         | Oberst                                                       | Comandante do Schützen-Regiment 73                                                                                | 3 de maio de 1942        | 392. Folhas de Carvalho 12 de fevereiro de 1944 106. Espadas 23 de outubro de 1944                               | — |
| Edmund Kämmerer                     | Heer         | Oberfeldwebel                                                | Kompanietruppführer (líder de tropas da companhia) do 6./Panzergrenadier-Regiment 76                              | 5 de abril de 1945       | — | — |
| Helmut Kämpfe                       | Waffen-SS    | SS-Sturmbannführer da reserva                                | Comandante do III.(gepanzerte)/SS-Panzergrenadier-Regiment 4 "Der Führer"                                         | 10 de dezembro de 1943   | — | — |
| Rudolf Kaeppel                      | Heer         | Hauptmann                                                    | Chief do Divisions-Begleit-Kompanie do 11. Panzer-Division                                                        | 1 de fevereiro de 1945*  | Morto em combate 25 de janeiro de 1945                                                                           | — |
| Josef Käs                           | Heer         | Oberfeldwebel                                                | Líder de pelotão no 2./Grenadier-Regiment 19                                                                      | 18 de julho de 1943      | — | — |
| Herbert Käseberg                    | Heer         | Leutnant                                                     | Líder do 5./Panzergrenadier-Regiment 156                                                                          | 14 de abril de 1945      | — | — |
| Werner Kaessler                     | Heer         | Oberleutnant da reserva                                      | Chief do 2./Panzergrenadier-Regiment 108                                                                          | 27 de agosto de 1944*    | Morreu devido à ferimentos 23 de agosto de 1944                                                                  | — |
| Robert Kaestner+                    | Heer         | Major                                                        | Líder do Grenadier-Regiment 105                                                                                   | 11 de dezembro de 1943   | 401. Folhas de Carvalho 21 de fevereiro de 1944                                                                  | — |
| Ernst Kaether                       | Heer         | Oberstleutnant da reserva                                    | Comandante do Infanterie-Regiment 14                                                                              | 10 de dezembro de 1942   | — | — |
| Clemens-Heinrich Graf von Kageneck+ | Heer         | Hauptmann                                                    | Comandante do schwere Panzer-Abteilung 503 (Tiger)                                                                | 4 de agosto de 1943      | 513. Folhas de Carvalho 26 de junho de 1944                                                                      | — |
| Erbo Graf von Kageneck+             | Luftwaffe    | Oberleutnant                                                 | Staffelkapitän do 9./Jagdgeschwader 27                                                                            | 30 de julho de 1941      | 39. Folhas de Carvalho 26 de outubro de 1941                                                                     | — |
| Bruno Kahl+                         | Heer         | Hauptmann                                                    | Comandante do III./Panzer-Regiment 21                                                                             | 8 de fevereiro de 1943   | 270. Folhas de Carvalho 8 de agosto de 1943                                                                      | — |
| Konrad Kahl                         | Luftwaffe    | Hauptmann                                                    | Gruppenkommandeur do I./Kampfgeschwader 30                                                                        | 13 de agosto de 1942     | — | — |
| Helmuth Kahle                       | Luftwaffe    | Oberfeldwebel                                                | Observador no 3./Kampfgeschwader 4 "General Wever"                                                                | 9 de junho de 1944       | — | — |
| Rudolf Kahle                        | Heer         | Hauptmann                                                    | Comandante do Panzer-Pionier-Bataillon 40                                                                         | 2 de setembro de 1944    | — | — |
| Hans-Joachim Kahler+                | Heer         | Major                                                        | Comandante do Kradschützen-Bataillon 34                                                                           | 14 de abril de 1943      | 355. Folhas de Carvalho 17 de dezembro de 1943                                                                   | — |
| Erich Kahsnitz                      | Heer         | Oberst                                                       | Comandante do Füsilier-Regiment "Großdeutschland"                                                                 | 15 de julho de 1943      | — | — |
| Karl Kainz                          | Heer         | Hauptmann da reserva                                         | Chief do 11./Jäger-Regiment 25                                                                                    | 31 de janeiro de 1945    | — | — |
| Albert Kaiser                       | Heer         | Hauptmann                                                    | Chief do 1./Gebirgs-Panzer-Jäger-Abteilung 44                                                                     | 21 de agosto de 1941*    | Morto em combate 6 de agosto de 1941                                                                             | — |
| Erich Kaiser                        | Heer         | Oberleutnant                                                 | Chief do 6./Panzer-Regiment 39                                                                                    | 26 de fevereiro de 1942  | — | — |
| Herbert Kaiser                      | Luftwaffe    | Oberfeldwebel                                                | Piloto no 8./Jagdgeschwader 77 (mais tarde Jagdgeschwader 1)                                                      | 14 de março de 1943      | — | — |
| Vinzenz Kaiser                      | Waffen-SS    | SS-Hauptsturmführer                                          | Líder do III.(gepanzerte)/SS-Panzergrenadier-Regiment 4 "Der Führer"                                              | 6 de abril de 1943       | — | — |
| Wilhelm Kaiser                      | Luftwaffe    | Oberleutnant                                                 | Adjutant do III./Sturzkampfgeschwader 2 "Immelmann"                                                               | 4 de fevereiro de 1942   | — | — |
| Hans Kalb                           | Heer         | Hauptmann da reserva                                         | Comandante do II./Grenadier-Regiment 320                                                                          | 29 de fevereiro de 1944  | — | — |
| Helmut Kalbitz+                     | Heer         | Oberleutnant                                                 | Chief do 1./Pionier-Bataillon 125                                                                                 | 23 de agosto de 1941     | 366. Folhas de Carvalho 7 de janeiro de 1944                                                                     | — |
| Peter Kalden                        | Luftwaffe    | Leutnant                                                     | Staffelführer do 13./Jagdgeschwader 51 "Mölders"                                                                  | 6 de dezembro de 1944    | — | — |
| Rolf Kaldrack+                      | Luftwaffe    | Hauptmann                                                    | Gruppenkommandeur do III./Zerstörergeschwader 76                                                                  | 2 de novembro de 1940    | 70. Folhas de Carvalho 9 de fevereiro de 1942                                                                    | — |
| Georg Kaletsch                      | Heer         | Oberleutnant da reserva                                      | Líder do II./Grenadier-Regiment 283                                                                               | 26 de março de 1944      | — | — |
| Herbert von Kalinowsky              | Heer         | Oberst                                                       | Comandante do Volks-Werfer-Brigader 8                                                                             | 30 de abril de 1945      | — | — |
| David Kalkgruber                    | Heer         | Unteroffizier                                                | Líder de Grupo do 5./Grenadier-Regiment 3                                                                         | 19 de agosto de 1944     | — | — |
| Walter Kalkhoff                     | Heer         | Unteroffizier                                                | Líder de Grupo do 1./Infanterie-Regiment 67 (motorizado)                                                          | 26 de maio de 1940       | — | — |
| Hennig-Tile von Kalm                | Heer         | Major                                                        | Líder do Grenadier-Regiment 24                                                                                    | 17 de setembro de 1944   | — | — |
| Siegfried Kalow                     | Luftwaffe    | Unteroffizier                                                | Líder de Grupo no 10./Fallschirm-Panzergrenadier-Regiment 2 "Hermann Göring"                                      | 29 de outubro de 1944*   | Morto em combate 12 de agosto de 1944                                                                            | — |
| Ernst Kals                          | Kriegsmarine | Korvettenkapitän                                             | Comandante do U-130                                                                                               | 1 de setembro de 1942    | — | — |
| Alois Kalss                         | Waffen-SS    | SS-Obersturmführer                                           | Líder do 1./schwere SS-Panzer-Abteilung 502                                                                       | 23 de agosto de 1944     | — | — |
| Søren Kam                           | Waffen-SS    | SS-Untersturmführer                                          | Líder do 1./SS-Panzergrenadier-Regiment 9 "Germania"                                                              | 7 de fevereiro de 1945   | — | — |
| Hans Kamecke                        | Heer         | Generalleutnant                                              | Comandante do 137. Infanterie-Division                                                                            | 27 de outubro de 1943*   | Morto em combate 16 de outubro de 1943                                                                           | — |
| agosto Kaminski                     | Heer         | Oberfeldwebel                                                | Líder de Pelotão do 3./schwere Panzer-Jäger-Abteilung 655                                                         | 6 de outubro de 1944     | — | — |
| Herbert Kaminski                    | Luftwaffe    | Hauptmann                                                    | Gruppenkommandeur do I./Zerstörergeschwader 26 "Horst Wessel"                                                     | 6 de agosto de 1941      | — | — |
| Werner Kaminski?                    | Heer         | Oberstleutnant                                               | Ia (Oficial de operações) do Festungs-Division Kreta                                                              | 6 de maio de 1945        | — | — |
| Emil Kaminsky+                      | Heer         | Oberfeldwebel                                                | Líder de pelotão no Infanterie-Regiment 446                                                                       | 15 de outubro de 1942    | 497. Folhas de Carvalho 12 de junho de 1944                                                                      | — |
| Werner Kamischke                    | Heer         | Hauptmann                                                    | Comandante do II./Grenadier-Regiment 4                                                                            | 9 de janeiro de 1945     | — | — |
| Josef Kammhuber                     | Luftwaffe    | Generalmajor                                                 | Comandante do 1. Nachtjagd-Division                                                                               | 9 de julho de 1941       | — | A man wearing a military uniform e neck order, do shape of a cross. He has short hair that is combed back e a determined facial expression. |
| Gerhard von Kamptz+                 | Kriegsmarine | Korvettenkapitän                                             | Chief do 2. Räumbootflottille                                                                                     | 6 de outubro de 1940     | 225. Folhas de Carvalho 14 de abril de 1943                                                                      | — |
| Johann Kamski                       | Heer         | Obergefreiter                                                | do 14./Grenadier-Regiment z.b.V. 1. Panzer-Armee                                                                  | 30 de abril de 1945      | — | — |
| Kurt Kannenberg                     | Heer         | Stabsfeldwebel                                               | Líder de pelotão no 3./schwere Panzer-Abteilung 506                                                               | 9 de dezembro de 1944*   | Morto em combate 17 de novembro de 1944                                                                          | — |
| Wolfgang Kapp                       | Heer         | Major                                                        | Comandante do Sturmgeschütz-Lehr-Brigade 920                                                                      | 3 de março de 1945       | — | — |
| Hans-Joachim Kappis+                | Heer         | Oberleutnant da reserva                                      | Líder do I./Grenadier-Regiment 45                                                                                 | 18 de fevereiro de 1945  | (849.) Folhas de Carvalho 28 de abril de 1945                                                                    | — |
| Franz Kapsreiter                    | Heer         | Oberfeldwebel                                                | Líder de pelotão no 4.(Sturmgeschütz)/Führer-Grenadier-Brigade                                                    | 14 de janeiro de 1945    | — | — |
| August Karau                        | Heer         | Oberfeldwebel                                                | Líder do 9./Grenadier-Regiment 46                                                                                 | 12 de janeiro de 1945    | — | — |
| Adalbert Karbe                      | Luftwaffe    | Oberleutnant                                                 | Staffelkapitän do 3./Kampfgeschwader 55                                                                           | 12 de novembro de 1941   | — | — |
| Fritz Karch                         | Luftwaffe    | Hauptmann                                                    | Gruppenkommandeur do II./Jagdgeschwader 2 "Richthofen"                                                            | 17 de abril de 1945      | — | — |
| Karl-Ehrhart Karcher                | Kriegsmarine | Oberleutnant zur See                                         | Comandante do Schnellboot S-87 do 4. Schnellbootflottille                                                         | 12 de agosto de 1943     | — | — |
| Georg Karck                         | Waffen-SS    | SS-Obersturmführer                                           | Líder do 9./SS-Panzergrenadier-Regiment 2 "Leibsatndarte SS Adolf Hitler"                                         | 3 de agosto de 1943      | — | — |
| Bruno Karczewski+                   | Heer         | Major                                                        | Comandante do I./Grenadier-Regiment 162                                                                           | 12 de março de 1944      | 767. Folhas de Carvalho 5 de março de 1945                                                                       | — |
| Hennecke Kardel                     | Heer         | Leutnant da reserva                                          | Adjutant do III./Grenadier-Regiment 399                                                                           | 23 de fevereiro de 1944  | — | — |
| Ulrich Karg                         | Heer         | Oberjäger                                                    | Líder do bicycle platoon do 17./Gebirgsjäger-Regiment 91                                                          | 5 de julho de 1943       | — | — |
| Franz Karl                          | Heer         | Generalleutnant                                              | Comandante do 263. Infanterie-Division                                                                            | 5 de agosto de 1940      | — | — |
| Friedrich-Wilhelm Karl              | Waffen-SS    | SS-Obersturmbannführer                                       | Comandante do SS-Freiwilligen-Panzer-Artillerie-Regiment 11 "Nordland"                                            | 26 de dezembro de 1944   | — | — |
| Josef Karl+                         | Heer         | Unteroffizier                                                | Gun commander do 2./Panzer-Jäger-Abteilung 49                                                                     | 26 de agosto de 1943     | 397. Folhas de Carvalho 16 de fevereiro de 1944                                                                  | A man wearing a military uniform with an Iron Cross displayed at the front of his uniform collar. |
| Otto Karl                           | Kriegsmarine | Oberleutnant zur See da reserva                              | Comandante do Artillerie-Leichter AF-65                                                                           | 21 de março de 1945      | — | — |
| Gustav Karow                        | Heer         | Oberst da reserva                                            | Comandante do Grenadier-Regiment 322                                                                              | 19 de agosto de 1944     | — | — |
| Albert Karrenberg                   | Heer         | Oberleutnant                                                 | Chief do 2./Panzergrenadier-Regiment 9                                                                            | 11 de dezembro de 1944   | — | — |
| Friedrich Karst                     | Heer         | Oberst                                                       | Comandante do Infanterie-Regiment 461                                                                             | 28 de agosto de 1942     | — | — |
| Helmut Kassner                      | Heer         | Oberst                                                       | Comandante do Grenadier-Regiment 975                                                                              | 14 de abril de 1945      | — | — |
| Andreas Kastl                       | Heer         | Feldwebel                                                    | Líder de pelotão no 11./Grenadier-Regiment 20 (motorizado)                                                        | 14 de maio de 1944       | — | — |
| Gustav Kastner                      | Heer         | Oberleutnant da reserva                                      | Líder do 2./Artillerie-Regiment 389                                                                               | 12 de dezembro de 1944   | — | — |
| Josef Kastner                       | Heer         | Oberjäger                                                    | Líder de pelotão no 7./Jäger-Regiment 207                                                                         | 2 de junho de 1943       | — | — |
| Hans Katzenmeier                    | Heer         | Unteroffizier                                                | Líder de pelotão no 6./Grenadier-Regiment 698                                                                     | 9 de junho de 1944       | — | — |
| Horst Kaubisch+                     | Luftwaffe    | Hauptmann                                                    | Staffelkapitän do 9./Sturzkampfgeschwader 77                                                                      | 16 de novembro de 1942   | 505. Folhas de Carvalho 24 de junho de 1944                                                                      | — |
| Helmut Kauermann                    | Heer         | Oberfeldwebel                                                | Líder de pelotão no 7./Panzer-Regiment 2                                                                          | 20 de março de 1944      | — | — |
| Gerhard Kauffmann                   | Heer         | Generalleutnant                                              | Comandante do 256. Infanterie-Division                                                                            | 9 de julho de 1941       | — | — |
| Heinrich Kaup                       | Heer         | Obergefreiter                                                | do 3./Grenadier-Regiment 184                                                                                      | 19 de setembro de 1943   | — | — |
| Paul-Albert Kausch+                 | Waffen-SS    | SS-Obersturmbannführer                                       | Comandante do SS-Panzer-Abteilung 11 "Hermann von Salza"                                                          | 23 de agosto de 1944     | (845.) Folhas de Carvalho 23 de abril de 1945?                                                                   | — |
| Oskar Kautz                         | Heer         | Oberleutnant                                                 | Chief do 7./Panzergrenadier-Regiment 156                                                                          | 28 de julho de 1943*     | Morto em combate 22 de julho de 1943                                                                             | — |
| Alfred Kayß                         | Heer         | Oberleutnant                                                 | Chief de Companhia in Feldersatz-Bataillon 267                                                                    | 18 de janeiro de 1944*   | Morto em combate 5 de janeiro de 1944                                                                            | — |
| Paul Kazmeier                       | Heer         | Hauptmann da reserva                                         | Líder do II./Grenadier-Regiment 420                                                                               | 26 de outubro de 1943    | — | — |
| Franz Kecht                         | Heer         | Oberleutnant                                                 | Líder do III./Grenadier-Regiment 70                                                                               | 18 de outubro de 1943    | — | — |
| Johannes Keck                       | Heer         | Leutnant da reserva                                          | Líder do 2./Panzer-Aufklärungs-Abteilung 23                                                                       | 18 de fevereiro de 1945  | — | — |
| Karl Keck                           | Waffen-SS    | SS-Hauptsturmführer e Hauptmann do Schutzpolizei             | Líder do 15.(Pionier)/SS-Panzergrenadier-Regiment 21 "Frundsberg"                                                 | 23 de agosto de 1944*    | Morto em combate 11 de julho de 1944                                                                             | — |
| Ernst-Georg Kedzia+                 | Heer         | Hauptmann                                                    | Líder do II./Grenadier-Regiment 272                                                                               | 26 de novembro de 1944   | 794. Folhas de Carvalho 23 de março de 1945                                                                      | — |
| Heinrich Keese+                     | Heer         | Oberleutnant da reserva                                      | Chief do 2./Pionier-Bataillon 20 (motorizado)                                                                     | 20 de outubro de 1944    | 805. Folhas de Carvalho 28 de março de 1945                                                                      | — |
| Karl-Ludwig Kegel                   | Heer         | Leutnant                                                     | Líder do 5./Panzer-Regiment 18                                                                                    | 25 de agosto de 1941     | — | — |
| Otto Keichel                        | Heer         | Oberfeldwebel                                                | Spähtruppführer (líder de tropas de reconhecimento) do 1./Panzer-Aufklärungs-Lehr-Abteilung 130                   | 18 de janeiro de 1945    | — | — |
| Anton Keil                          | Luftwaffe    | Hauptmann                                                    | Gruppenkommandeur do II./Sturzkampfgeschwader 1                                                                   | 19 de agosto de 1940     | — | — |
| Günther Keil                        | Heer         | Oberstleutnant da reserva                                    | Comandante do Grenadier-Regiment 919                                                                              | 27 de julho de 1944      | — | — |
| Max Keil                            | Heer         | Oberleutnant                                                 | Líder do 1./Panzer-Regiment 8 do DAK                                                                              | 20 de abril de 1943*     | Morto em combate 8 de abril de 1943                                                                              | — |
| Siegfried Keiling                   | Heer         | Hauptmann                                                    | Comandante do Artillerie-Abteilung 62 (russisch)                                                                  | 4 de outubro de 1944     | — | — |
| Walter Keiner                       | Heer         | Generalleutnant                                              | Comandante do 62. Infanterie-Division                                                                             | 17 de julho de 1941      | — | — |
| Willy Keipp                         | Heer         | Feldwebel                                                    | Líder de pelotão no 6./Grenadier-Regiment 124                                                                     | 30 de outubro de 1943    | — | — |
| Paul Keiser                         | Heer         | Oberst                                                       | Comandante do Grenadier-Regiment 326                                                                              | 6 de novembro de 1943    | — | — |
| Wilhelm Keitel                      | Heer         | Generaloberst                                                | Chief do Oberkommando der Wehrmacht                                                                               | 30 de setembro de 1939   | — | A man wearing a military uniform with various military decorations, mustache e neck order, do shape of a cross. He has short hair that is combed back e a determined facial expression. |
| Albert Kelbch                       | Luftwaffe    | Oberfeldwebel                                                | Piloto no 1.(F)/Aufklärungs-Gruppe 120                                                                            | 12 de novembro de 1943*  | Morto em combate 8 de novembro de 1943                                                                           | — |
| Gerd Kelbling                       | Kriegsmarine | Kapitänleutnant                                              | Comandante do U-593                                                                                               | 18 de agosto de 1943     | — | — |
| Alfred Keller                       | Luftwaffe    | General der Flieger                                          | Comandante geral do IV. Fliegerkorps                                                                              | 24 de junho de 1940      | — | — |
| Lothar Keller                       | Luftwaffe    | Hauptmann                                                    | Gruppenkommandeur do II./Jagdgeschwader 3                                                                         | 9 de julho de 1941*      | Morto em acidente aéreo no dia 26 de junho de 1941                                                               | — |
| Ortwin Kellermann                   | Heer         | Oberleutnant da reserva                                      | Chief do 1./Divisions-Füsilier-Bataillon (A.A.) 72                                                                | 30 de setembro de 1944   | — | — |
| Wolfgang Kellner                    | Heer         | Oberleutnant                                                 | Chief do 1./Panzer-Jäger-Abteilung 24                                                                             | 14 de abril de 1945      | — | — |
| Heinz Kemethmüller                  | Luftwaffe    | Feldwebel                                                    | Piloto no 8./Jagdgeschwader 3 "Udet"                                                                              | 2 de outubro de 1942     | — | — |
| Heinrich Kemler                     | Heer         | Hauptmann                                                    | Comandante do II./Grenadier-Regiment 78                                                                           | 14 de abril de 1945      | — | — |
| Friedrich Kemnade+                  | Kriegsmarine | Kapitänleutnant                                              | Chief do 3. Schnellbootflottille                                                                                  | 23 de julho de 1942      | 249. Folhas de Carvalho 27 de maio de 1943                                                                       | — |
| Traugott Kempas+                    | Heer         | Hauptmann                                                    | Comandante do I./Grenadier-Regiment 176                                                                           | 9 de dezembro de 1944    | 757. Folhas de Carvalho 28 de fevereiro de 1945                                                                  | — |
| Walter Kempe                        | Heer         | Feldwebel                                                    | Líder de pelotão no 2./Pionier-Bataillon 248                                                                      | 14 de maio de 1944       | — | — |
| Karl Kempf                          | Luftwaffe    | Oberfeldwebel                                                | Piloto no 7./Jagdgeschwader 54                                                                                    | 4 de fevereiro de 1942   | — | — |
| Werner Kempf+                       | Heer         | Generalleutnant                                              | Comandante do 6. Panzer-Division                                                                                  | 3 de junho de 1940       | 111. Folhas de Carvalho 10 de agosto de 1942                                                                     | — |
| Günther Kempin                      | Luftwaffe    | Feldwebel                                                    | Piloto no 14./Kampfgeschwader 27 "Boelcke"                                                                        | 17 de abril de 1945      | — | — |
| Wilhelm Kempke                      | Luftwaffe    | Feldwebel                                                    | Líder de Grupo no 1./Fallschirmjäger-Sturm-Regiment (7. Flieger-Division)                                         | 21 de agosto de 1941     | — | — |
| [Dr.] Heinrich Kempken              | Luftwaffe    | Fahnenjunker-Feldwebel                                       | Piloto no 7./Schlachtgeschwader 3                                                                                 | 29 de outubro de 1944    | — | — |
| Rudolf Kendler                      | Heer         | Hauptmann da reserva                                         | Tasked with the leadership of Panzer-Aufklärungs-Abteilung 4                                                      | 2 de setembro de 1944    | — | — |
| Karl Kennel+                        | Luftwaffe    | Hauptmann                                                    | Staffelkapitän do 5./Schlachtgeschwader 1                                                                         | 19 de setembro de 1943   | 666. Folhas de Carvalho 25 de novembro de 1944                                                                   | — |
| Eitel-Friedrich Kentrat             | Kriegsmarine | Kapitänleutnant                                              | Comandante do U-74                                                                                                | 31 de dezembro de 1941   | — | — |
| Wilhelm Keppel                      | Heer         | Unteroffizier                                                | Assistente Vorgeschobener Beobachter (observador avançado) no 7./Artillerie-Regiment 227                          | 9 de junho de 1944       | — | — |
| Georg Keppler                       | Waffen-SS    | SS-Oberführer                                                | Comandante do SS-Infanterie-Regiment (motorizado) "Der Führer" do SS-Verfügungs-Division (mais tarde "Das Reich") | 15 de agosto de 1940     | — | — |
| Hans Keppler                        | Luftwaffe    | Major                                                        | Gruppenkommandeur do III./Kampfgeschwader 1 "Hindenburg"                                                          | 20 de agosto de 1942     | — | — |
| Ludwig Kepplinger                   | Waffen-SS    | SS-Hauptscharführer                                          | Líder das tropas de choque e Líder de pelotão no 11./SS-Infanterie-Regiment "Der Führer"                          | 4 de setembro de 1940    | — | — |
| Fritz Kercher                       | Heer         | Leutnant                                                     | Líder de pelotão no 1.(Sturmgeschütz)/Panzer-Jäger-Abteilung 5                                                    | 6 de março de 1944       | — | — |
| Horst Kerfin                        | Luftwaffe    | Oberleutnant                                                 | Chief do 11./Fallschirmjäger-Regiment 1                                                                           | 24 de maio de 1940       | — | — |
| Friedrich Kern                      | Heer         | Hauptmann da reserva                                         | Comandante do III./Artillerie-Regiment 198                                                                        | 30 de dezembro de 1943   | — | — |
| Karl Kern                           | Luftwaffe    | Oberfeldwebel                                                | Piloto no 6./Transportgeschwader 3                                                                                | 9 de junho de 1944       | — | — |
| Wilhelm Kern                        | Heer         | Oberleutnant                                                 | Chief do 10./Grenadier-Regiment 44                                                                                | 5 de abril de 1944       | — | — |
| Albert Kerscher                     | Heer         | Feldwebel                                                    | Comandante Panzer do 2./schwere Panzer-Abteilung 502                                                              | 23 de outubro de 1944    | — | — |
| Wolfram Kertz                       | Heer         | Oberleutnant da reserva                                      | Líder do 8./Kampfgruppe "Bruhn" (II./SS-Panzerkorps)                                                              | 4 de outubro de 1944     | — | — |
| Hellmut Kerutt                      | Luftwaffe    | Major                                                        | Comandante do Fallschirmjäger-Bataillon "Kerutt"                                                                  | 2 de fevereiro de 1945   | — | — |
| Karl Kessel                         | Luftwaffe    | Oberstleutnant                                               | Geschwaderkommodore of Kampfgeschwader 2                                                                          | 23 de janeiro de 1944    | — | — |
| Mortimer von Kessel+                | Heer         | Generalmajor                                                 | Comandante do 20. Panzer-Division                                                                                 | 28 de dezembro de 1943   | 611. Folhas de Carvalho 16 de outubro de 1944                                                                    | — |
| Wilhelm Kessel                      | Heer         | Oberwachtmeister                                             | Líder de pelotão no 3./Panzer-Aufklärungs-Abteilung "Großdeutschland"                                             | 23 de fevereiro de 1944  | — | — |
| Albert Kesselring+                  | Luftwaffe    | General der Flieger                                          | Chief of Luftflotte 1                                                                                             | 30 de setembro de 1939   | 78. Folhas de Carvalho 25 de fevereiro de 1942 15. Espadas 18 de julho de 1942 14. Diamantes 19 de julho de 1944 | Head-and-shoulders portrait of a uniformed Nazi German air force general in his 50s wearing an Iron Cross. |
| Arnold Kessler                      | Heer         | Major                                                        | Comandante do Panzer-Jäger-Abteilung 61                                                                           | 4 de outubro de 1944     | — | — |
| Hermann Keßler                      | Heer         | Oberst                                                       | Comandante do Grenadier-Regiment 192                                                                              | 17 de setembro de 1943   | — | — |
| Ulrich Kessler                      | Luftwaffe    | Generalleutnant                                              | Fliegerführer Atlantik                                                                                            | 8 de abril de 1944       | — | — |
| Wolfgang Kessler                    | Heer         | Oberleutnant da reserva                                      | Líder do I./Artillerie-Regiment 181                                                                               | 16 de abril de 1944      | — | — |
| Dieter Kesten                       | Waffen-SS    | SS-Hauptsturmführer                                          | Líder do 6./SS-Panzer-Regiment 2 "Das Reich"                                                                      | 12 de novembro de 1943   | — | — |
| Gerd Freiherr von Ketelhodt         | Heer         | Oberleutnant                                                 | Chief do 9./Infanterie-Regiment 472                                                                               | 13 de julho de 1940      | — | — |
| Hans Ketscher                       | Luftwaffe    | Hauptmann                                                    | Observador no 1.(F)/Aufklärungs-Gruppe 121                                                                        | 24 de novembro de 1944   | — | — |
| Karl Ketterer                       | Heer         | Oberfeldwebel                                                | Líder de pelotão no 7./Panzer-Regiment 15                                                                         | 24 de março de 1943      | — | — |
| Franz Ketterl                       | Heer         | Oberleutnant                                                 | Chief do 1./Infanterie-Regiment 438                                                                               | 12 de janeiro de 1942    | — | — |
| Hans Kettgen                        | Waffen-SS    | SS-Hauptsturmführer                                          | Comandante do I./SS-Panzergrenadier-Regiment "Schill"                                                             | 14 de fevereiro de 1945  | — | — |
| Rudolf Kettmann                     | Heer         | Unteroffizier                                                | Assault Líder de armas do Panzer-Jäger-Kompanie 1122                                                              | 17 de abril de 1945      | — | — |
| Dr. med. Walter Keup                | Heer         | Assistenzarzt (assistant doctor—rank equivalent to Leutnant) | Battalion doctor do I./Füsilier-Regiment 202                                                                      | 21 de março de 1944      | — | — |
| Friedrich von Keußler               | Heer         | Oberst                                                       | Comandante do Grenadier-Regiment 1                                                                                | 23 de fevereiro de 1944  | — | — |
| Eduard Kiefer                       | Luftwaffe    | Hauptmann                                                    | Chief do 2./Panzer-Aufklärungs-Abteilung "Hermann Göring"                                                         | 18 de maio de 1943       | — | — |
| Hermann Kiefer                      | Heer         | Oberleutnant                                                 | Comandante do Stellungs-Kampfgruppe XII./2 (416. Infanterie-Division)                                             | 5 de abril de 1945       | — | — |
| Martin Kiefer                       | Heer         | Unteroffizier                                                | Líder de Grupo no 7./Grenadier-Regiment 320                                                                       | 12 de agosto de 1944     | — | — |
| Dr. phil. Emil Kieffer              | Kriegsmarine | Korvettenkapitän da reserva                                  | Chief do 3. Minensuchflottille                                                                                    | 3 de dezembro de 1944    | — | — |
| Rudolf Kiehl                        | Heer         | Hauptmann                                                    | Líder do Kampfstaffel do DAK Begleitkommando "Rommel" e Líder do Kampfgruppe "Kiehl"                              | 6 de julho de 1942       | — | — |
| Johannes Kiel                       | Luftwaffe    | Oberleutnant da reserva                                      | Piloto no I./Zerstörergeschwader 26 "Horst Wessel"                                                                | 18 de março de 1942      | — | — |
| Rudolf Kiel                         | Luftwaffe    | Hauptmann                                                    | Gruppenkommandeur do I./Kampfgeschwader 55                                                                        | 20 de dezembro de 1941   | — | — |
| Fritz Kienast                       | Heer         | Oberleutnant                                                 | Líder do 1./Füsilier-Bataillon "Deba"                                                                             | 9 de abril de 1944       | — | — |
| August Kiene                        | Heer         | Leutnant                                                     | Líder do 7./Panzergrenadier-Regiment 14                                                                           | 4 de maio de 1944        | — | — |
| Werner Kienitz                      | Heer         | General der Infanterie                                       | Comandante geral do XVII. Armeekorps                                                                              | 31 de agosto de 1941     | — | — |
| Willy Kientsch+                     | Luftwaffe    | Leutnant                                                     | Staffelführer do 6./Jagdgeschwader 27                                                                             | 22 de novembro de 1943   | 527. Folhas de Carvalho 20 de julho de 1944                                                                      | — |
| Heinrich Kiermeier                  | Heer         | Unteroffizier                                                | Líder de Grupo no 8./Grenadier-Regiment 423                                                                       | 23 de agosto de 1944     | — | — |
| Wilhelm Kieser                      | Heer         | Major da reserva                                             | Comandante do II./Grenadier-Regiment 313                                                                          | 16 de setembro de 1943   | — | — |
| Gustav Kieseritzky                  | Kriegsmarine | Vizeadmiral                                                  | Commanding Admiral Schwarzes Meer (mar Negro)                                                                     | 20 de novembro de 1943*  | Morto em combate 19 de novembro de 1943                                                                          | — |
| Peter Kiesgen                       | Heer         | Leutnant                                                     | Líder do 1./Infanterie-Regiment 239                                                                               | 5 de outubro de 1941     | — | — |
| Franz Kieslich+                     | Luftwaffe    | Oberleutnant                                                 | Staffelkapitän do 7./Sturzkampfgeschwader 77                                                                      | 5 de janeiro de 1943     | 619. Folhas de Carvalho 18 de outubro de 1944                                                                    | — |
| Heinrich Kiesling+                  | Heer         | Major                                                        | Comandante do III./Grenadier-Regiment 768                                                                         | 10 de junho de 1943      | 321. Folhas de Carvalho 7 de novembro de 1943                                                                    | — |
| Helmut Kiesling                     | Heer         | Hauptmann da reserva                                         | Líder do II./Grenadier-Regiment 336                                                                               | 1 de setembro de 1943    | — | — |
| [Dr.] Walter Kiess                  | Luftwaffe    | Oberleutnant                                                 | Chief do Lastensegler-Kommando do Fallschirmjäger-Sturm Abteilung "Koch"                                          | 12 de maio de 1940       | — | — |
| [Dr.] Gunter Kilian                 | Luftwaffe    | Leutnant                                                     | Staffelführer do 2./Schlachtgeschwader 77                                                                         | 2 de abril de 1945       | — | — |
| Gustav Kilian                       | Heer         | Hauptmann da reserva                                         | Líder do 1./Infanterie-Wach-Bataillon 591                                                                         | 15 de maio de 1942       | — | — |
| Wilhelm Kilian                      | Heer         | Major                                                        | Comandante do Divisions-Füsilier-Bataillon (A.A.) 102                                                             | 8 de fevereiro de 1945   | — | — |
| Friedrich Kimmich                   | Heer         | Major do Landwehr                                            | Líder do II./Grenadier-Regiment 554                                                                               | 11 de dezembro de 1942   | — | — |
| Hans-Jörg Kimmich                   | Heer         | Hauptmann                                                    | Regiment adjutant in Grenadier-Regiment 119 (motorizado)                                                          | 25 de janeiro de 1945    | — | — |
| Georg Kinder                        | Heer         | Hauptmann                                                    | Comandante do II./Grenadier-Regiment 102                                                                          | 8 de fevereiro de 1944   | — | — |
| [Dr.] Alfred Kindler                | Luftwaffe    | Hauptmann                                                    | Staffelkapitän do 6./Kampfgeschwader 2                                                                            | 24 de setembro de 1942   | — | — |
| Helmut Kinz?                        | Waffen-SS    | SS-Hauptsturmführer                                          | Comandante do Waffen-Gebirgs-Aufklärungs-Abteilung 13 do SS                                                       | 3 de maio de 1945        | — | — |
| Eberhard Kinzel                     | Heer         | Oberst im Generalstab (do General Staff)                     | do Generalstab des Heeres                                                                                         | 23 de dezembro de 1942   | — | A black-and-white photograph of a man wearing a military uniform e coat, peaked cap holding gloves in his hands. |
| Rudi Kinzinger                      | Heer         | Oberleutnant                                                 | Chief do Pionier-Kompanie/Jäger-Regiment 49                                                                       | 18 de fevereiro de 1945* | Morto em combate 16 de fevereiro de 1945                                                                         | — |
| Walter Kipfmüller                   | Luftwaffe    | Hauptmann                                                    | Staffelkapitän do 2./Kampfgeschwader 77                                                                           | 29 de outubro de 1943    | — | — |
| Heinrich Kirchheim                  | Heer         | Generalmajor                                                 | Comandante do Sonderstelle Libyen (Escritório especial da Líbia) e Líder do Italian Division "Brescia"            | 14 de maio de 1941       | — | — |
| Ernst Kirchlehner                   | Heer         | Unteroffizier                                                | Líder de Grupo no 2./Füsilier-Bataillon 126                                                                       | 23 de outubro de 1944*   | Morto em combate 14 de julho de 1944                                                                             | — |
| Friedrich Kirchner+                 | Heer         | Generalleutnant                                              | Comandante do 1. Panzer-Division                                                                                  | 20 de maio de 1940       | 391. Folhas de Carvalho 12 de fevereiro de 1944 127. Espadas 26 de janeiro de 1945                               | A man wearing a military uniform with an Iron Cross displayed at the front of his uniform collar. |
| Heinz Kirchner                      | Heer         | Leutnant da reserva                                          | Líder de pelotão no 1./Schützen-Regiment 113                                                                      | 29 de setembro de 1941   | — | — |
| Kurt Kirchner                       | Heer         | Wachtmeister                                                 | Líder de armas in Sturmgeschütz-Batterie 667                                                                      | 20 de fevereiro de 1942  | — | — |
| Otto Kirchner                       | Waffen-SS    | SS-Untersturmführer                                          | Líder do Stabsschwadron/SS-Reiter-Regiment 16                                                                     | 21 de abril de 1944      | — | — |
| Dietrich Kirn                       | Heer         | Hauptmann                                                    | Líder do Frontaufklärungs-Kommando 202                                                                            | 12 de dezembro de 1944   | — | — |
| Hans Kirn                           | Luftwaffe    | Oberfeldwebel                                                | Piloto no 8./Kampfgeschwader 6                                                                                    | 29 de fevereiro de 1944  | — | — |
| Julius Kirn                         | Heer         | Hauptmann                                                    | Chief do 1./Panzer-Regiment 18                                                                                    | 17 de julho de 1941*     | Morreu devido à ferimentos16 de julho de 1941                                                                    | — |
| Walter Kirsch                       | Heer         | Oberleutnant da reserva                                      | Chief do 7./Grenadier-Regiment 161                                                                                | 6 de março de 1944       | — | — |
| Heinz Kirsche                       | Heer         | Oberleutnant da reserva                                      | Líder do 2./Pionier-Bataillon 658                                                                                 | 13 de janeiro de 1942    | — | — |
| Wilhelm Kirschenmann                | Heer         | Unteroffizier                                                | Líder de Grupo no 7./Grenadier-Regiment 82                                                                        | 12 de março de 1943      | — | — |
| Joachim Kirschner+                  | Luftwaffe    | Leutnant                                                     | Staffelführer do 5./Jagdgeschwader 3 "Udet"                                                                       | 23 de dezembro de 1942   | 267. Folhas de Carvalho 2 de agosto de 1943                                                                      | — |
| Ludwig Kirschner+                   | Heer         | Major                                                        | Comandante do I./Infanterie-Regiment 436                                                                          | 18 de janeiro de 1942    | 135. Folhas de Carvalho 28 de outubro de 1942                                                                    | — |
| Ernst Kirsten                       | Heer         | Leutnant da reserva                                          | Líder do 4./Grenadier-Regiment 410                                                                                | 15 de maio de 1944*      | Morto em combate 19 de abril de 1944                                                                             | — |
| Rudi Kirsten                        | Heer         | Hauptmann                                                    | Líder do Panzergrenadier-Ersatz und Ausbildungs-Abteilung "Großdeutschland"                                       | 28 de março de 1945      | — | — |
| Hans Kissel                         | Heer         | Oberst                                                       | Comandante do Grenadier-Regiment 683                                                                              | 17 de março de 1944      | — | — |
| Paul Kitta                          | Heer         | Feldwebel                                                    | Líder de pelotão no 1./Grenadier-Regiment 439                                                                     | 23 de fevereiro de 1944  | — | — |
| Dipl.-Ing. Friedrich Kittel         | Heer         | Generalmajor                                                 | Comandante do 62. Volks-Grenadier-Division                                                                        | 9 de janeiro de 1945     | — | — |
| Heinrich Kittel                     | Heer         | Generalmajor                                                 | Combat Comandante do Lemberg                                                                                      | 12 de agosto de 1944     | — | A man wearing a military uniform with an Iron Cross displayed at the front of his uniform collar. |
| Kurt Kittel                         | Heer         | Obergefreiter                                                | Granatwerfertruppführer (líder de tropas lança-granadas) do 5./Grenadier-Regiment 88                              | 29 de novembro de 1944   | — | — |
| Otto Kittel+                        | Luftwaffe    | Oberfeldwebel                                                | Piloto no 2./Jagdgeschwader 54                                                                                    | 29 de outubro de 1943    | 449. Folhas de Carvalho 11 de abril de 1944 113. Espadas 25 de novembro de 1944                                  | — |
| Hans Klärmann                       | Heer         | Hauptmann                                                    | Líder do II./Grenadier-Regiment 361                                                                               | 9 de setembro de 1942    | — | — |
| Hans Klaiber                        | Luftwaffe    | Leutnant                                                     | Líder de pelotão no 3.(I)/Flak-Regiment 11 (motorizado)                                                           | 26 de julho de 1942      | — | — |
| Hans Klammeck                       | Heer         | Oberfeldwebel                                                | Líder de pelotão no 4.(MG)/Grenadier-Regiment 1082                                                                | 10 de fevereiro de 1945  | — | — |
| Günter Klappich+                    | Heer         | Oberleutnant                                                 | Chief do 11./Infanterie-Regiment 60 (motorizado)                                                                  | 31 de julho de 1942      | 254. Folhas de Carvalho 8 de junho de 1943                                                                       | — |
| Edmund Klar                         | Heer         | Wachtmeister                                                 | Vorgeschobener Beobachter (observador avançado) do 3./Artillerie-Regiment 122                                     | 17 de junho de 1943      | — | — |
| Fritz Klasing+                      | Heer         | Oberstleutnant da reserva                                    | Comandante do Grenadier-Regiment 446                                                                              | 12 de agosto de 1944     | 745. Folhas de Carvalho 19 de fevereiro de 1945                                                                  | — |
| Helmut Klassmann                    | Kriegsmarine | Kapitänleutnant                                              | Chief do 3. Räumbootsflottille                                                                                    | 22 de dezembro de 1943   | — | — |
| Paul Klatt+                         | Heer         | Oberst                                                       | Comandante do Gebirgsjäger-Regiment 138                                                                           | 4 de janeiro de 1943     | 686. Folhas de Carvalho 26 de dezembro de 1944                                                                   | A man wearing a military uniform with an Iron Cross displayed at the front of his uniform collar. |
| Werner Klaucke                      | Heer         | Leutnant da reserva                                          | Líder de pelotão no 3./Panzer-Jäger-Abteilung 200                                                                 | 4 de julho de 1944       | — | — |
| Johann-Alfred Klaus                 | Luftwaffe    | Oberleutnant                                                 | Staffelführer do 6./Schlachtgeschwader 1                                                                          | 26 de março de 1944      | — | — |
| Ludwig Klaus                        | Heer         | Major                                                        | Comandante do Panzer-Jäger-Abteilung 340                                                                          | 7 de outubro de 1944     | — | — |
| Otto Klaus                          | Heer         | Hauptmann                                                    | Comandante do II./Grenadier-Regiment 333                                                                          | 17 de setembro de 1944   | — | — |
| Franz Klausgraber                   | Heer         | Hauptmann                                                    | Comandante do III./Infanterie-Regiment 227                                                                        | 13 de março de 1942      | — | — |
| Erich Klawe+                        | Heer         | Hauptmann                                                    | Líder do I./Infanterie-Regiment 23                                                                                | 12 de julho de 1942      | 227. Folhas de Carvalho 14 de abril de 1943                                                                      | — |
| Ludwig Kleber                       | Heer         | Oberleutnant                                                 | Chief do 1./Feld-Ersatz-Bataillon 212                                                                             | 5 de abril de 1945*      | Morto em combate 9 de fevereiro de 1945                                                                          | — |
| Friedrich Klee                      | Heer         | Unteroffizier                                                | Líder do assault platoon/Füsilier-Bataillon 126                                                                   | 21 de janeiro de 1945    | — | — |
| Karl Kleeberger                     | Heer         | Unteroffizier                                                | Líder de Grupo no 1./Grenadier-Regiments Gruppe 554                                                               | 9 de junho de 1944       | — | — |
| Ulrich Kleemann+                    | Heer         | Oberst                                                       | Comandante do 3. Schützen-Brigade                                                                                 | 13 de outubro de 1941    | 304. Folhas de Carvalho 16 de setembro de 1943                                                                   | — |
| Willy Kleemann                      | Heer         | Oberfähnrich                                                 | Líder do 2./Panzer-Pionier-Bataillon 51                                                                           | 11 de janeiro de 1945    | — | — |
| Paul-Georg Kleffel                  | Heer         | Oberleutnant da reserva                                      | Chief do 4./Panzer-Aufklärungs-Abteilung 3                                                                        | 14 de maio de 1944       | — | — |
| Philipp Kleffel                     | Heer         | Generalleutnant                                              | Comandante do 1. Infanterie-Division                                                                              | 17 de fevereiro de 1942  | — | — |
| Franz Kleffner                      | Waffen-SS    | SS-Sturmbannführer                                           | Comandante do SS-Kradschützen-Bataillon "Totenkopf"                                                               | 19 de fevereiro de 1942  | — | — |
| Fritz Kleim                         | Heer         | Unteroffizier                                                | Líder de Grupo no 5./Grenadier-Brigade 388                                                                        | 3 de novembro de 1944    | — | — |
| Hans Kleimann                       | Heer         | Unteroffizier                                                | Líder de pelotão no 8.(MG)/Grenadier-Regiment 426                                                                 | 5 de abril de 1945       | — | — |
| Alfons Klein                        | Luftwaffe    | Oberleutnant                                                 | Staffelkapitän do 10./Jagdgeschwader 11                                                                           | 27 de abril de 1945      | — | — |
| [Dr.] Armin Klein                   | Luftwaffe    | Leutnant                                                     | Líder do 15./Fallschirm-Flak-Regiment "Hermann Göring"                                                            | 12 de março de 1945      | — | — |
| Georg Klein                         | Heer         | Feldwebel                                                    | Líder de pelotão no 15./Jäger-Regiment 204                                                                        | 27 de agosto de 1943     | — | — |
| Gerhard Klein                       | Heer         | Oberstleutnant                                               | Comandante do Waffenschule (escola de armas) AOK 9                                                                | 30 de dezembro de 1943   | — | — |
| Heinrich Klein                      | Luftwaffe    | Hauptmann                                                    | Staffelkapitän do 2./Kampfgeschwader 27 "Boelcke"                                                                 | 10 de junho de 1943      | — | — |
| Dr. Herbert Klein                   | Luftwaffe    | Oberleutnant                                                 | Piloto no Stabsstaffel I./Kampfgeschwader 100                                                                     | 29 de fevereiro de 1944  | — | — |
| Hermann Klein+                      | Heer         | Oberleutnant da reserva                                      | Regiment Adjutant do Grenadier-Regiment 551                                                                       | 15 de abril de 1944      | 567. Folhas de Carvalho 2 de setembro de 1944                                                                    | — |
| Kurt Klein                          | Heer         | Oberfeldwebel                                                | Líder de pelotão no 12.(MG)/Grenadier-Regiment 424                                                                | 16 de abril de 1944      | — | — |
| Max Klein                           | Heer         | Feldwebel                                                    | Líder de pelotão no 2./Grenadier-Regiment 485                                                                     | 9 de abril de 1944       | — | — |
| Walter Klein                        | Heer         | Major                                                        | Comandante do III./Infanterie-Regiment 193                                                                        | 9 de maio de 1940        | — | — |
| Erhard Kleindienst                  | Heer         | Leutnant                                                     | Líder do 8./Jäger-Regiment 28                                                                                     | 18 de dezembro de 1944*  | Morto em combate 11 de outubro de 1944                                                                           | — |
| Matthias Kleinheisterkamp+          | Waffen-SS    | SS-Brigadeführer e Generalmajor do Waffen-SS                 | Comandante da SS-Division "Das Reich"                                                                             | 31 de março de 194       | (871.) Folhas de Carvalho 9 de maio de 1945?                                                                     | — |
| Alfons Kleinmann                    | Heer         | Hauptmann                                                    | Líder do I./Grenadier-Regiment 118                                                                                | 14 de agosto de 1943     | — | — |
| Ernst Kleinschmidt                  | Heer         | Leutnant da reserva                                          | Adjutant in Panzergrenadier-Regiment 111                                                                          | 30 de setembro de 1943   | — | — |
| Werner Kleinschmidt                 | Heer         | Hauptmann                                                    | Chief de Companhia do Aufklärungs-Abteilung 341 (motorizado)                                                      | 14 de dezembro de 1941   | — | — |
| Ewald von Kleist+                   | Heer         | General der Kavillerie                                       | Comandante geral do XXII. Armeekorps (Panzer-Gruppe "von Kleist")                                                 | 15 de maio de 1940       | 72. Folhas de Carvalho 17 de fevereiro de 1942 60. Espadas 30 de março de 1944                                   | The head e shoulders of a man sitting, shown in semi profile. He wears a beaked cap e a military uniform, e an Iron Cross displayed at the front of his uniform collar. His left hand is gloved e he is holding the hilt of a saber in both hands. His facial expression is a determined; his head is pointed to the right do camera. |
| Jarislaff von Kleist-Retzow         | Heer         | Major                                                        | Comandante do II./Artillerie-Regiment 161                                                                         | 14 de fevereiro de 1945  | — | — |
| Helmut Klemann                      | Heer         | Oberleutnant                                                 | Líder do 2./Panzergrenadier-Regiment 59                                                                           | 28 de outubro de 1944    | — | — |
| Hans Klemm                          | Heer         | Unteroffizier                                                | Líder de Grupo no 2./Infanterie-Regiment "Großdeutschland" (motorizado)                                           | 10 de dezembro de 1942   | — | — |
| Rudolf Klemm                        | Luftwaffe    | Hauptmann                                                    | Staffelkapitän do 10./Jagdgeschwader 54                                                                           | 18 de novembro de 1944   | — | — |
| Heinrich Klemt?                     | Heer         | Hauptmann                                                    | Líder do Panzer-Pionier-Baillion II./Führer-Grenadier-Brigade                                                     | 2 de maio de 1945        | — | — |
| Bernhard Klemz                      | Heer         | Hauptmann                                                    | Chief do 5./Panzer-Regiment "Großdeutschland"                                                                     | 4 de junho de 1944       | — | — |
| Friedrich Kless                     | Luftwaffe    | Major                                                        | Gruppenkommandeur do II./Kampfgeschwader 55                                                                       | 14 de outubro de 1940    | — | — |
| Albert Klett                        | Waffen-SS    | SS-Obersturmführer da reserva                                | Chief do 6./SS-Kavallerie-Regiment 15 "Florian Geyer"                                                             | 16 de outubro de 1944    | — | A man wearing a military uniform e neck order do shape of a cross. His black hair is parted e his facial expression is determined. |
| Hans-Dietrich Klette                | Luftwaffe    | Major                                                        | Gruppenkommandeur do Fernaufklärungs-Gruppe 4                                                                     | 5 de abril de 1944       | — | — |
| Nikodemus Kliemann?                 | Heer         | Oberst                                                       | Comandante do Grenadier-Regiment 410                                                                              | 9 de maio de 1945        | — | — |
| Heinz Klien                         | Luftwaffe    | Oberleutnant                                                 | Staffelkapitän do II./Kampfgeschwader 27 "Boelcke"                                                                | 12 de novembro de 1941   | — | — |
| Erich Klier                         | Heer         | Oberleutnant da reserva                                      | Chief do 5./Jäger-Regiment 56                                                                                     | 4 de maio de 1944        | — | — |
| Robert Klima                        | Heer         | Leutnant da reserva                                          | Líder do 6./Grenadier-Regiment 1                                                                                  | 10 de agosto de 1943     | — | — |
| Helmut Klimek                       | Luftwaffe    | Oberfeldwebel                                                | Radio operator do 14.(Eisenbahnbekämpfungsstaffel)/Kampfgeschwader 27 "Boelcke"                                   | 9 de junho de 1944       | — | — |
| Heinrich Kling                      | Waffen-SS    | SS-Hauptsturmführer                                          | Chief do 13.(schwere)/SS-Panzer-Regiment 1 "Leibstandarte SS Adolf Hitler"                                        | 23 de fevereiro de 1944  | — | — |
| Fritz Klingenberg                   | Waffen-SS    | SS-Hauptsturmführer                                          | Chief do 2./SS-Kradschützen-Bataillon 2 "Reich"                                                                   | 14 de maio de 1941       | — | A smiling man wearing a military uniform, peaked cap e a neck order do shape of a cross. His cap has an emblem in shape of a human skull e crossed bones. |
| Kurt Klinger                        | Heer         | Oberleutnant                                                 | Chief do 15.(Radfahr)/Grenadier-Regiment 89                                                                       | 19 de janeiro de 1943    | — | — |
| Walter Klinke                       | Heer         | Major                                                        | Comandante do I./Grenadier-Regiment 31                                                                            | 30 de setembro de 1944   | — | — |
| Friedrich Klischat                  | Heer         | Feldwebel                                                    | Líder de pelotão no 3./Füssilier-Regiment 27                                                                      | 12 de março de 1944      | — | — |
| Franz Klitsch                       | Heer         | Oberleutnant da reserva                                      | Líder de Companhia in Grenadier-Regiment 120 (motorizado)                                                         | 22 de janeiro de 1943    | — | — |
| Walter Klocke                       | Heer         | Oberstleutnant                                               | Comandante do Sturm-Regiment 215                                                                                  | 20 de abril de 1944      | — | — |
| Heinrich Klöpper                    | Luftwaffe    | Oberfeldwebel                                                | Piloto no 11./Jagdgeschwader 51 "Mölders"                                                                         | 4 de setembro de 1942    | — | — |
| Wilhelm Klöpping                    | Heer         | Obergefreiter                                                | Machine artilheiro do 5./Panzergrenadier-Regiment 4                                                               | 15 de maio de 1943       | — | — |
| Hermann Kloos                       | Heer         | Hauptmann da reserva                                         | Chief do 3.(Schützenpanzerwagen)/Panzer-Aufklärungs-Abteilung 8                                                   | 13 de dezembro de 1943*  | Morreu devido à ferimentos10 de dezembro de 1943                                                                 | — |
| Otto Klos                           | Heer         | Hauptmann                                                    | Líder do Jäger-Regiment 41 (L)                                                                                    | 9 de dezembro de 1944    | — | — |
| Erwin Klose                         | Heer         | Hauptmann                                                    | Líder do II./Jäger-Regiment 28                                                                                    | 9 de janeiro de 1945     | — | — |
| Friedrich Klose                     | Heer         | Unteroffizier                                                | Líder de armas do 14.(Panzerjäger)/Infanterie-Regiment 240                                                        | 20 de agosto de 1942     | — | — |
| Helmut Klose                        | Heer         | Oberfeldwebel                                                | Kompanietruppführer (líder de tropas da companhia) do 6./Panzergrenadier-Regiment 115                             | 16 de novembro de 1944   | — | — |
| Paul Klose                          | Heer         | Major da reserva                                             | Comandante do I./Festungs-Grenadier-Regiment "Hauf" do fortress Breslau                                           | 30 de abril de 1945      | — | — |
| Werner Klosinski                    | Luftwaffe    | Oberstleutnant                                               | Geschwaderkommodore of Kampfgeschwader 4 "General Wever"                                                          | 9 de junho de 1944       | — | — |
| Karl Kloskowski+                    | Waffen-SS    | SS-Hauptscharführer                                          | Líder de pelotão no 4./SS-Panzer-Regiment 2 "Das Reich"                                                           | 11 de julho de 1943      | 546. Folhas de Carvalho 11 de agosto de 1944                                                                     | A black-and-white photograph of a man wearing a camouflage military uniform, side cap e a pair of binoculars around his neck. His cap has an emblem in shape of a human skull e crossed bones. |
| Max Kloß                            | Heer         | Major                                                        | Comandante do II./Gebirgsjäger-Regiment 144                                                                       | 26 de novembro de 1944   | — | — |
| Ernst Klossek                       | Heer         | Oberleutnant                                                 | Chief do 12./Infanterie-Regiment 422                                                                              | 23 de fevereiro de 1942  | — | — |
| Bernhard Klosterkemper              | Heer         | Oberst                                                       | Comandante do Grenadier-Regiment 920                                                                              | 4 de julho de 1944       | — | — |
| Ludwig Klotz                        | Heer         | Oberleutnant da reserva                                      | Chief do 9./Infanterie-Regiment 423                                                                               | 4 de julho de 1940       | — | — |
| Hans Klotzsche                      | Heer         | Major                                                        | Comandante do I./Panzer-Artillerie-Regiment 80                                                                    | 28 de dezembro de 1943   | — | — |
| Wilhelm Klüber                      | Luftwaffe    | Oberleutnant                                                 | Staffelkapitän do 8./Sturzkampfgeschwader 1                                                                       | 16 de abril de 1943      | — | — |
| Werner Klümper                      | Luftwaffe    | Major                                                        | Geschwaderkommodore of Kampfgeschwader 26                                                                         | 29 de agosto de 1943     | — | — |
| Erich Klünder                       | Kriegsmarine | Korvettenkapitän                                             | Chief do 5. Minensuchflottille                                                                                    | 12 de agosto de 1944     | — | — |
| Ewald Klüser                        | Heer         | Hauptmann                                                    | Chief do 2./Pionier-Bataillon 12                                                                                  | 10 de fevereiro de 1945  | — | — |
| [Dr.] Max Klüver                    | Heer         | Hauptmann da reserva                                         | Comandante do I./Panzergrenadier-Regiment 40                                                                      | 12 de outubro de 1943    | — | — |
| Bernd Klug+                         | Kriegsmarine | Kapitänleutnant                                              | Comandante do Schnellboot S-28 do 1. Schnellbootflottille                                                         | 12 de março de 1941      | 361. Folhas de Carvalho 1 de janeiro de 1944                                                                     | — |
| Ernst Kluge                         | Heer         | Feldwebel                                                    | Líder de pelotão no 6./Panzergrenadier-Regiment 25                                                                | 7 de outubro de 1944     | — | — |
| Gerhard Kluge                       | Heer         | Oberleutnant da reserva                                      | Líder do II./Grenadier-Regiment 586                                                                               | 9 de junho de 1944       | — | A man with glasses wearing a military uniform with an Iron Cross displayed at the front of his uniform collar. |
| Günther von Kluge+                  | Heer         | General der Artillerie                                       | Commander-in-Chief do 4. Armee                                                                                    | 30 de setembro de 1939   | 181. Folhas de Carvalho 18 de janeiro de 1943 40. Espadas 29 de outubro de 1943                                  | Black-and-white portrait of an older man wearing a military uniform with an Iron Cross displayed at his neck, his hair is combed back. |
| Waldemar Kluge                      | Luftwaffe    | Major                                                        | Comandante do I./Fallschirm-Panzergrenadier-Regiment 2 "Hermann Göring"                                           | 2 de agosto de 1943      | — | — |
| Wolfgang von Kluge                  | Heer         | Generalleutnant                                              | Comandante do 292. Infanterie-Division                                                                            | 29 de agosto de 1943     | — | — |
| Hans-Jürgen Klußmann                | Luftwaffe    | Oberleutnant                                                 | Oficial técnico do I./Schlachtgeschwader 1                                                                        | 9 de novembro de 1944    | — | — |
| Bernhard Kluth                      | Heer         | Feldwebel                                                    | Líder de pelotão no 12./Schützen-Regiment 4                                                                       | 28 de novembro de 1940   | — | — |
| Lothar Kmitta                       | Luftwaffe    | Leutnant                                                     | Piloto no Nahaufklärungs-Gruppe 5                                                                                 | 18 de novembro de 1944   | — | — |